# Hagelsrums masugn

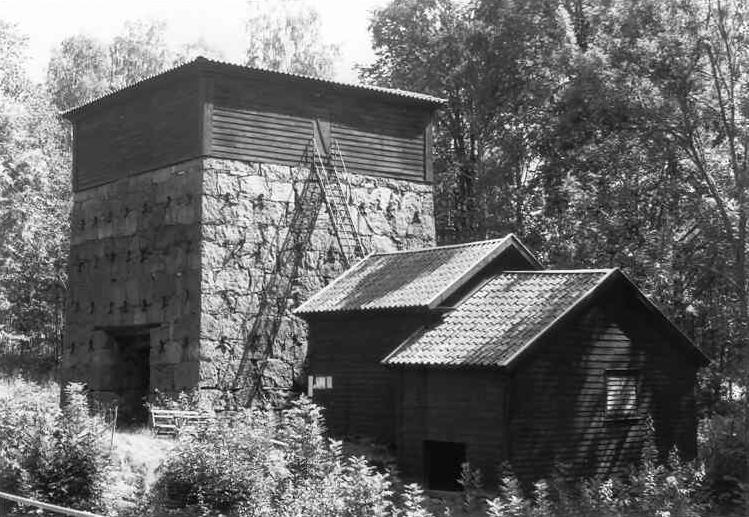
Hagelsrums masugn.

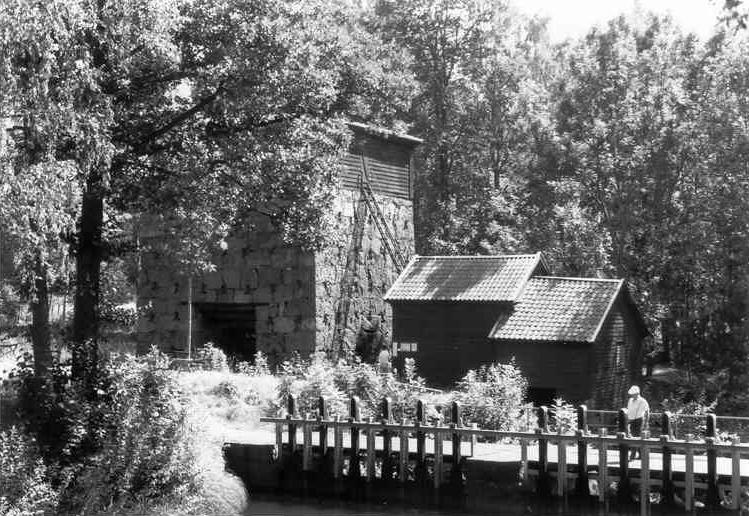
Hagelsrums masugn med bron över Silverån.

Hagelsrums masugn är ett industriminne, som finns vid Silveråns fall i Hagelsrum, mellan Målilla och Hultsfred i Kalmar län.
Majoren och överjägmästaren Wilhelm Mauritz Pauli hade sedan 1729 haft privilegium för ett järnbruk i Karlstorps socken och där grundat Pauliströms bruk. Företaget hade efter tio år utvidgats med en stångjärnssmedja i Storebro, som kunde bearbeta mer tackjärn än vad den egna masugnen kunde producera. Pauli sökte därför och fick 1748 privilegium på en masugn vid Hagelsrum. Masugnen uppfördes på västra sidan av Silverån.
Pauli fick samtidigt privilegium för en masugn vid Vrånganäs i Gårdveda socken för att öka produktionen vid Pauliströms bruk. Vrånganäs masugn fungerade dock dåligt och revs redan 1755. Pauli tvingades av förlusterna 1748 tvångsförsälja hela sitt företag, vilket köptes av Tomas Plomgren och Jean Lefebure (1708–1767). Företaget, som gick under namnet De Pauliströmske Verken, utvidgades 1757 med en stångjärnssmedja vid Ålhult i Södra Vi socken, norr om Vimmerby. En ny masugn i Hagelsrum, som ersatte den tidigare, uppfördes 1761 på den östra sidan av Silverån. År 1780 övertogs De Pauiliströmske Verken av Plomgrens svärson Carl Fredrik Pechlin.
Från början av 1800-talet övergick masugnen till det nybildade Rosenfors bruk, som bearbetade dess tackjärn. En del av det smälta järnet användes för gjutning av enklare produkter direkt vid masugnen fram till 1860-talet, då ett nytt gjuteri byggdes i Rosenfors, som övertog gjutningen från Hagelsrum.
Masugnen togs ur drift år 1877. Därefter förföll anläggningen fram till 1950-talet, då en upprustning gjordes av det som kunde räddas. Kvar finns i dag själva masugnen, den tredje i ordningen, från 1854, med sin överbyggnad av trä. Blåsmaskinen och delar av vattenhjulet är också bevarade i sina ursprungliga byggnader. Anläggningen ägs av Målilla-Gårdveda hembygdsförening.

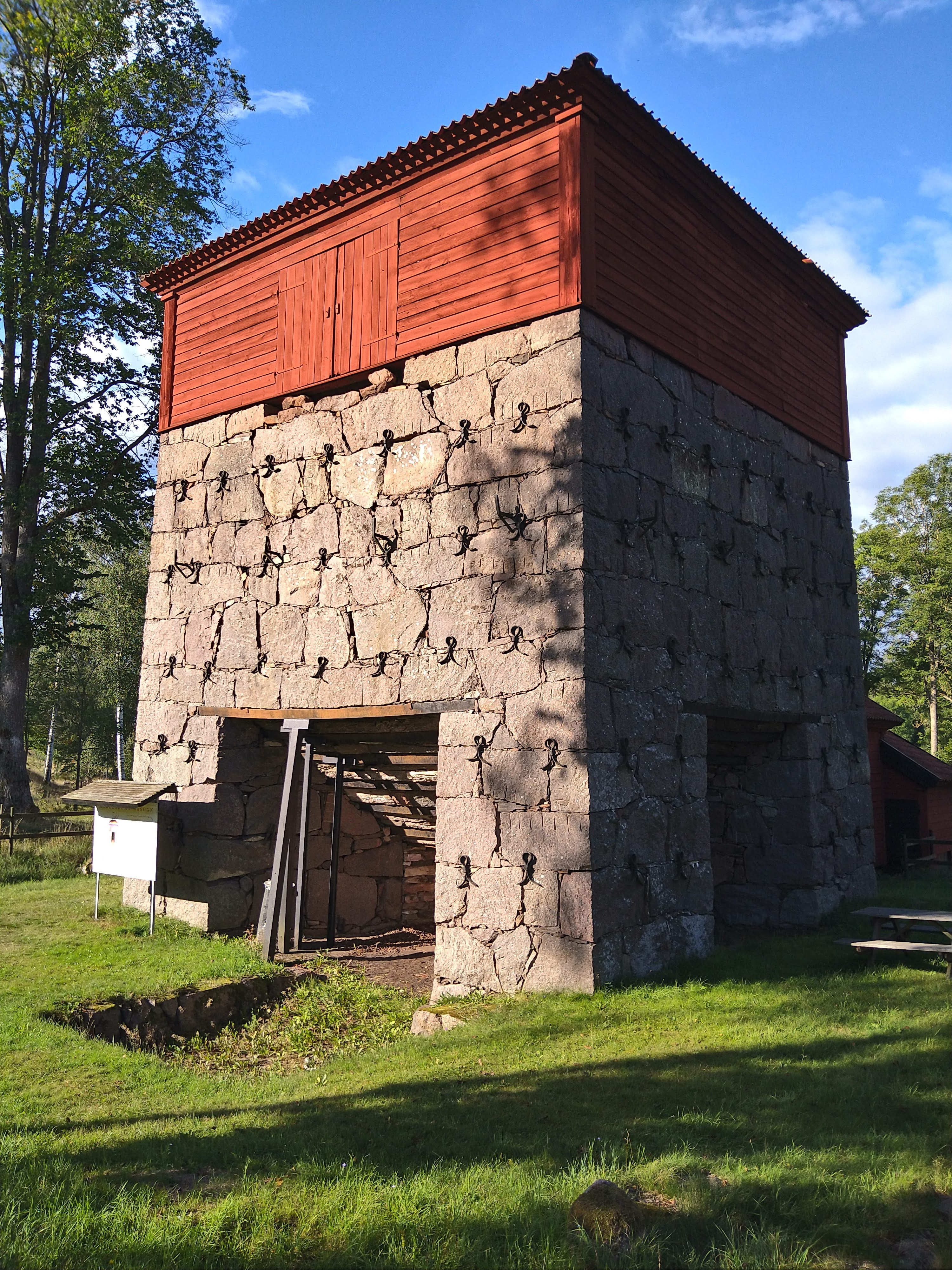
2022
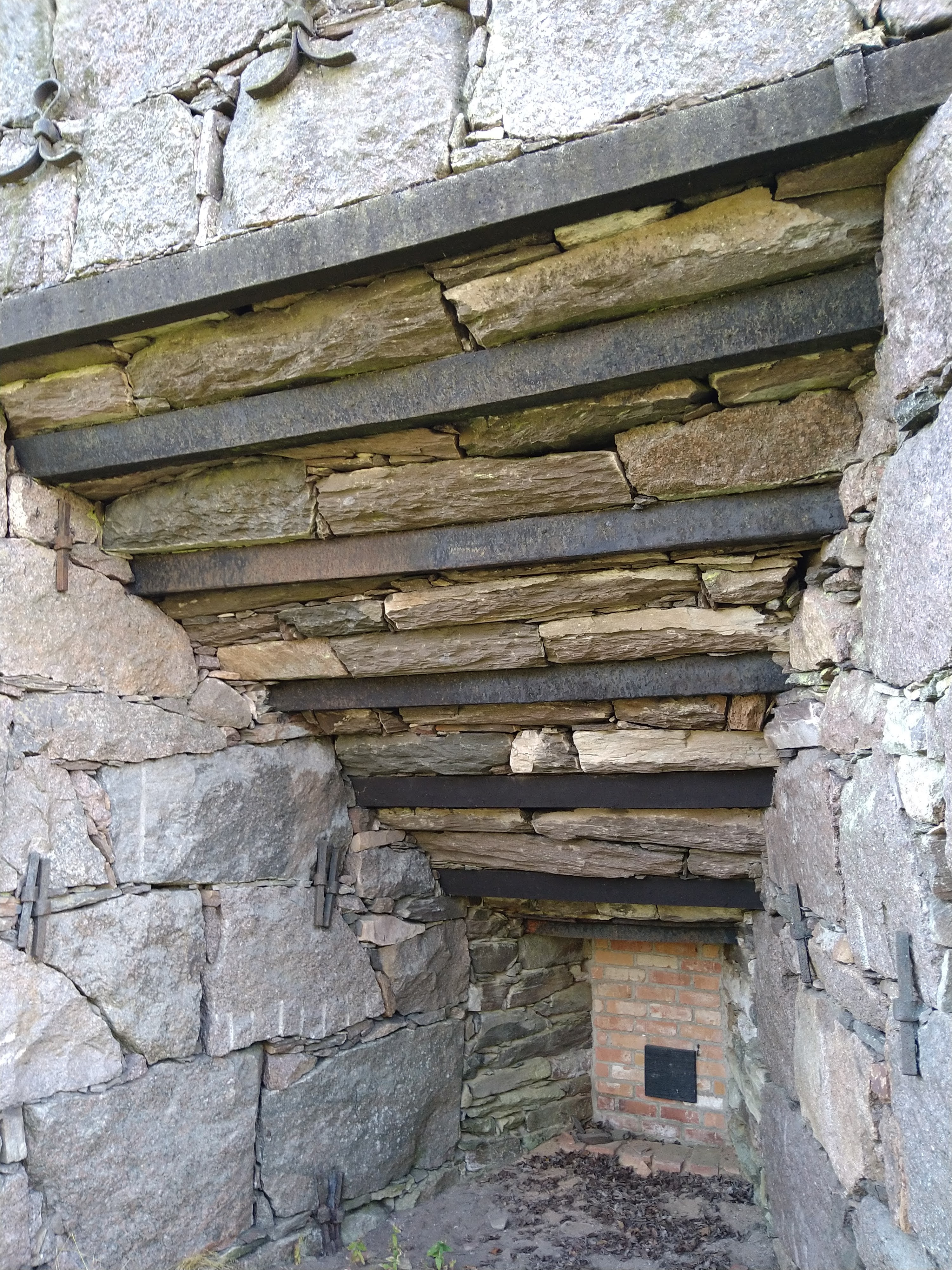
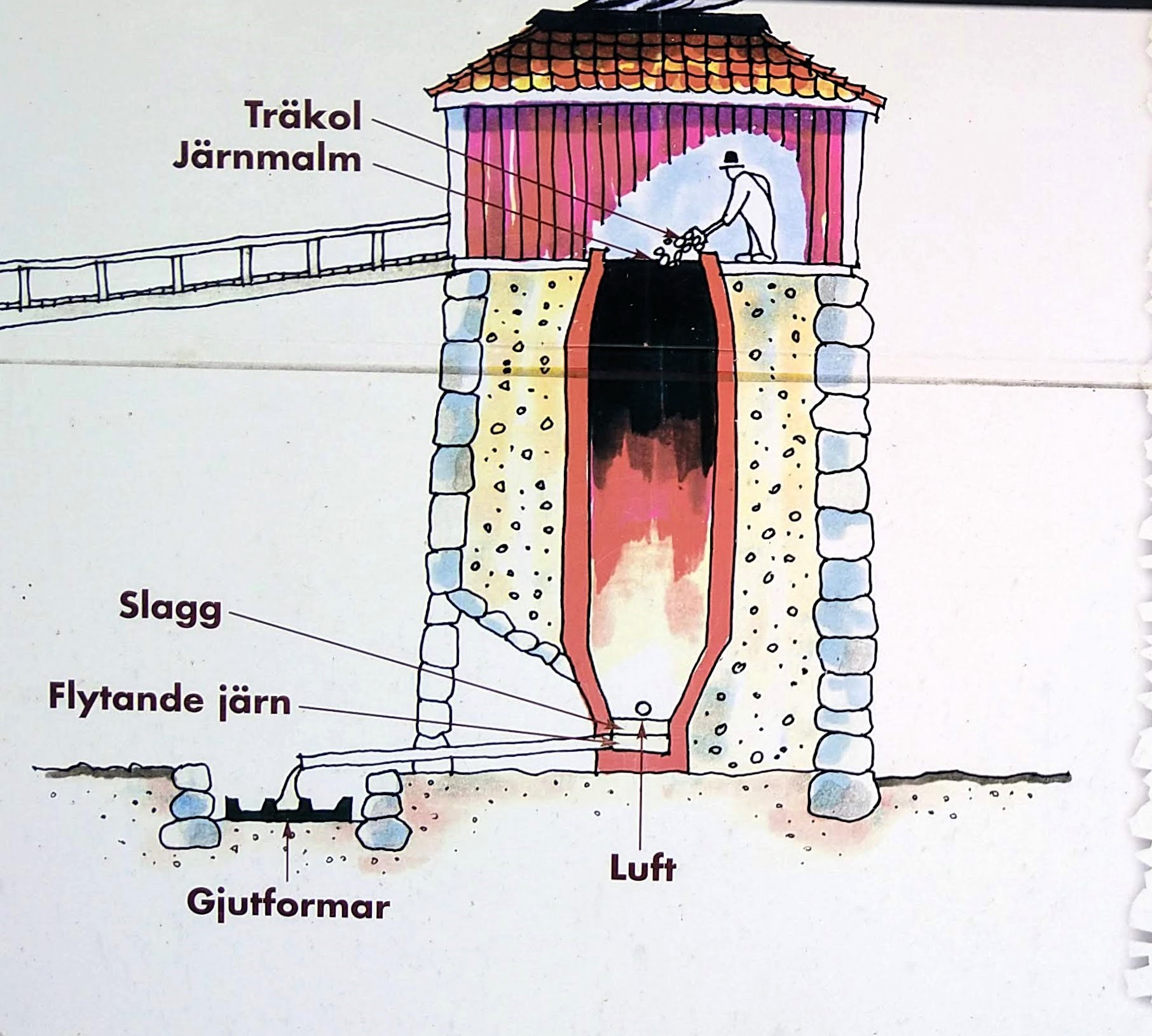